# Qezel Daraq
Qezel Daraq (persiska: قِزِل دَرَق, قِزِل دَرِّه, كيزيلدَرَ) är en ort i Iran.   Den ligger i provinsen Ardabil, i den nordvästra delen av landet, 300 km nordväst om huvudstaden Teheran. Qezel Daraq ligger 2 001 meter över havet och antalet invånare är 161.
Terrängen runt Qezel Daraq är huvudsakligen kuperad, men åt sydväst är den bergig. Terrängen runt Qezel Daraq sluttar västerut. Runt Qezel Daraq är det ganska glesbefolkat, med 38 invånare per kvadratkilometer. Närmaste större samhälle är Khalkhāl, 16,2 km nordost om Qezel Daraq. Trakten runt Qezel Daraq består i huvudsak av gräsmarker.